# Rembielin (powiat Płocki)
Rembielin is een plaats in het Poolse district  Płocki, woiwodschap Mazovië. De plaats maakt deel uit van de gemeente Brudzeń Duży en telt 177 inwoners.